# Události
Události – główny program informacyjny nadawany na kanale ČT1 i ČT24 codziennie o 19:00.

## Prezenterzy
- Marcela Augustová i Roman Pistorius
- Jolana Voldánová i Josef Maršál
- Iveta Toušlová i Bohumil Klepetko

## Byli prezenterzy
- Pavel Dumbrovský
- Mirka Všetečková
- Jiří Janeček
- Světlana Zárubová

## Oprawa graficzna
Od 1 stycznia 2008 r. Události można oglądać ze zmodyfikowanymi czołówkami, nową oprawą muzyczną i lekko zmienionym wystrojem newsroomu.
1 stycznia 2010 grafika została ponownie zmieniona.